# Colletotrichum orbiculare
Colletotrichum orbiculare är en svampart som först beskrevs av Berk. & Mont., och fick sitt nu gällande namn av Arx 1957. Colletotrichum orbiculare ingår i släktet Colletotrichum och familjen Glomerellaceae.   Inga underarter finns listade i Catalogue of Life.